# Prokalcitonin
Prókalcitonín (krajš. PCT) je peptid, ki predstavlja predstopnjo kalcitonina v ščitnici (v parafolikularnih celicah) in beljakovino akutne faze vnetja, med katero jo sproščajo različne vrste celic zunaj ščitnice. Njegov pomen v okviru ščitnične sinteze kalcitonina je v homeostazi kalcija v telesu. Prva sta ga opisala Leonard J. Deftos in Bernard A. Roos v 70-ih letih dvajsetega stoletja. V ščitnici se prokalcitonin pretvori z delovanjem endopeptidaze v kalcitonin, ki se izloča v kri. Prokalcitonin, ki se pa sprošča ob bakterijski okužbi kot vnetna beljakovina, verjetno nastaja v drugih organih (pljuča, črevo, jetra), saj je njegova koncentracija povišana tudi pri bolnikih z normalnim kalcitoninom.
Določanje prokalcitonina v serumu je v vsakodnevni klinični praksi pomemben in uporaben parameter za ugotavljanje bakterijske okužbe. Ob vnetju njegova koncentracija v krvi poraste hitreje kot nekateri drugi označevalci vnetja, npr. CRP. Spremljanje vrednosti PCT v krvi se lahko uporablja tudi pri oceni uspešnosti protimikrobnega zdravljenja pri bakterijskih okužbah, na primer pri bakterijski sepsi, in odločanju o njegovem trajanju. Če je zdravljenje učinkovito, se vrednost PCT vrne na normalno raven hitreje kot CRP.

## Biokemijske lastnosti
Prokalcitonin spada v superdružino kalcitoninskih peptidov. Sestavljen je iz 116 aminokislin in ima molekulsko maso okoli 14,5 kDa. Molekulo prokalcitonina lahko strukturno razdelimo v tri odseke: amino-terminalni del, nezreli kalcitonin in kalcitoninski karboksil-terminalni peptid 1. V normalnih fizioloških razmerah nastaja prokalcitonin v ščitnici v celicah C, kjer se nato iz prokalcitonina s proteolitično cepitvijo tvori kalcitonin, ki se sprošča v kri. Zato je pri zdravih osebah plazemska raven prokalcitonina zelo nizka (< 0,05 ng/mL). Sintezni poti prokalcitonina pri zdravih osebah in pri bolnikih z bakterijsko okužbo sta prikazani na sliki na desni. Med vnetjem LPS, mikrobni toksini in vnetni posredniki, kot sta IL-6 in TNF-α, inducirajo gen CALC-1 v maščobnih celicah po različnih tkivih v telesu in posledično se v njih sintetizira PCT. Ta PCT se ne pretvarja s proteolizo v kalcitonin. Pri zdravih posameznikih nastaja prokalcitonin v ščitnici prav tako zaradi aktivacije gena CALC-1, do katere pa pride zaradi povišane vrednosti kalcija, delovanja glukokortikoidov, CGRP-ja, glukagona ali gastrina. PCT se v ščitnici cepi in nastaja kalcitonin.
Vloga nastajanja PCT v nenevroendokrinih tkivih zaradi bakterijske okužbe še ni pojasnjena, je pa v pomoč pri razločevanju vzrokov vnetja.

## Klinični pomen
Vrednosti PCT v krvi znatno porastejo zlasti pri sistemskih bakterijskih okužbah, na primer pri bakterijski sepsi. Pri omejenih okužbah, kot so okužba sečil, pljučnica ali absces, so vrednosti PCT tudi pri težki klinični sliki načeloma nizke. Pri virusnih okužbah in avtoimunih boleznih so plazemske koncentracije PCT normalne ali neznatno povišane, zato je določevanje PCT pomemben parameter na primer pri razlikovanju akutnih bakterijskih okužb od virusnih ter avtoimunih bolezni. Povečana koncentracija PCT lahko spremlja tudi sistemske okužbe, ki jih povzročajo glive in zajedavci.
Kot dober pokazatelj bakterijske okužbe, zlasti sistemske, je lahko prokalcitonin uporaben parameter pri identificiranju takih okužb in kot pomoč pri uporabi protimikrobnega zdravljenja.
Njegova uporabnost se je zlasti pokazala pri bakterijski sepsi. Svojo vlogo ima na primer tudi pri določanju vzroka febrilne nevtropenije,  okužbah spodnjih dihal, osrednjega živčevja in sečil, endokarditisu, okužb po operativnih posegih itd.

### Sepsa
Zlati standard za potrditev bakterijske okužbe kot vzroka sepse je pozitivna hemokultura, vendar jo uspejo dokazati le v 20–30 % primerov, poleg tega pa traja tudi 2–3 dni. Zato so v klinični praksi pomembni zanesljivi laboratorijski kazalniki in kot najuporabnejši se je izkazal prokalcitonin. Njegova občutljivost za dokazovanje sepse je 77-%, specifičnost 79-%, površina pod krivuljo ROC pa 0,85. Splošno sprejeta razmejitvena vrednost ni potrjena, a vrednost PCT < 0,5 μg/l bakterijsko okužbo z veliko verjetnostjo izključuje, sepsa pa je bolj verjetna pri vrednosti > 2 μg/l. Spremljanje vrednosti PCT lahko pomaga tudi pri oceni uspešnosti zdravljenja in odločanju o trajanju protimikrobnega zdravljenja.
V primerih hude sepse ali septičnega šoka lahko serumska koncentracija prokalcitonina za več stokrat preseže mejno vrednost 0,5 μg/L, pri lokaliziranih okužbah posameznih organov in pri abscesih pa je njegova serumska koncentracija večinoma manjša. Stopnja povečanja PCT je neposredno povezana z resnostjo sepse oz. s prizadetostjo posameznih organskih sistemov.